# Статус-групп
Статус-групп — российский производитель и дистрибьютор алкоголя. В конце 2017 подал заявление о банкротстве. 

## История
Компания была создана в марте 2012 года. На ключевых позициях работают бывшие менеджеры из команды «Восточно-Европейской дистрибьюторской компании» (ВЕДК): отделы продаж, производства подчинены ген. директору Сергею Попову, финансы — бывшему финансовому директору ВЕДК Дмитрию Деникину.
«Статус-групп» выступала партнером государственной компании «Росспиртпром» в сфере продаж и производства, а также стала правопреемником московской компании «Золотая мануфактура», которая в начале десятилетия за несколько лет заняла 5% рынка.. С 1 января 2016 года компания неожиданно получила права на дистрибуцию алкогольного портфеля ВЕДК («Путинка», «Баzар Воkzал», «Яблонский», Drova, а также часть марок ФКП «Союзплодоимпорт» — водки «Столичная», «Московская», коньяк «Столичный» и шампанское «Советское»).
Основной объём продаж (95 %) в портфеле компании Статус-групп составляют водки по минимальной розничной цене (МРЦ) — 185 рублей. Другие водочные компании не могли реализовывать торговые марки по такой низкой цене. Столь низкую цену газета «Коммерсант» связывала с применением разливавшими водку заводами схем по неуплате акциза, равнявшегося 100 рублям за бутылку объёмом 0,5 литра
Взлет продаж дешёвых водок компании неожиданно начался в феврале 2015 года, сразу после приказа Росалкогольрегулирования о введении новой минимальной розничной цены на крепкий (более 25 % спирта) алкоголь — 185 рублей за 0,5 литр (до этого она равнялась 220 руб.). На тот момент «Статус-групп» оказался единственным игроком рынка, который мог продавать водку на уровне МРЦ. Подобное решение удивило ведущих производителей из-за отсутствия предпосылок — акциз на крепкий алкоголь в 2015 году не менялся (500 руб. за 1 л безводного спирта).
В апреле 2017 года Статус-групп договорилась с алкогольным дистрибьютором «Кристалл-Лефортово» об объединении ассортиментных портфелей, в феврале-марте этого же года ему было передано право на производство отдельных водочных марок (среди них «Добрый медведь», «Путинка Вездеход» и «Высота»).
25 декабря 2017 года стало известно о решении компании обратиться в Арбитражный суд Москвы с заявлением о собственном банкротстве, к этому моменту задолженность кредиторам составляла около 10 млрд руб. Вместо «Статус-групп» отгрузкой продукции занимались «Кристал-Лефортова» и заводы-производители Финансовые проблемы компании привели к вводу в марте 2018 года временной администрации в ОФК Банк, кредитный портфель которого базировался на алгогольных предприятиях вроде «Статус-Групп» и «Кристалл-Лефортово»

## Производственные мощности
Основная часть продукции компании (водки низкого ценового сегмента) разливалась на восьми водочных заводах в Кабардино-Балкарии: ЛВЗ «Майский», «Рус Алка», «Антарес», «Эверест», «Гермес Ника», «Оникс», «Орион» и «Атлантис». До 2015 года спирт закупали у расположенного в городе Прохладный (Кабардино-Балкария) завода «Риал» Хадиса Абазехова.
16 февраля ФСБ вместе с ФНС провели оперативные мероприятия в офисе «Статус-групп», у нескольких оптовиков и на вышеуказанных ликероводочных заводах в Кабардино-Балкарии. Поводом стала фиксация в ЕГАИС большего количества акцизов, чем было указано в декларациях, из-за чего образовалась задолженность. После этого у дистрибьютора начались сбои в поставках продукции торговым сетям, сами заводы в дальнейшем были лишены производственной лицензии.
В конце февраля 2016 года северо-осетинские производители алкоголя ООО «ЛВЗ „Правобережный“» и ООО «Ракурс» получили лицензию на выпуск двух водок «Статус-групп»: «Калина красная» и «Старая марка». Также велись переговоры о розливе с «Татспиртпромом», но они окончились безрезультатно.В дальнейшем компания удалось договориться о выпуске своей продукции с десятью ликеро-водочными заводами в российских регионах.

## Коммерческие показатели
Весной 2015 года на основе розничного аудита исследовательской компании Nielsen компания «Статус-групп» стала лидером российского водочного рынка. В апреле-мае её продажи превысили многолетних лидеров водочного рынка, компаний «Синергия» и Roust. В июне-июле разрыв продолжил увеличиваться: продажи «Статус-групп» в объемном выражении росли на 9 % к апрелю-маю, в то время как у «Синергии» и Roust продолжалось падение (на 10 и 8 % соответственно). К июлю рыночная доля достигла 13,1 % — за июнь и июль компания продала более 10 млн л (1 млн дал) водки — на 61 % больше, чем годом ранее. Доля ближайшего конкурента, «Синергии», снизилась до 10,3 % (продажи за два месяца — 854 тыс. дал), у Roust — 9,3 % (продажи — 773 тыс. дал).
В топ-10 самых продаваемых в России водок, по версии исследования, входят три бренда по минимальной полочной цене (185 руб. за 0.5L) из портфеля «Статус-групп»: «Добрый медведь» (четвертое место по объёмам продаж, в январе 2014 года занимала 39-е место), «Калина красная» (шестое место, в январе 2014-го — 29-е место) и «Старая марка» (десятое место, в январе 2014 года — 30-е место).
В октябре-ноябре 2015 года на продукцию «Статус-групп» приходилось 17 % в натуральном выражении (на водку «Добрый медведь» — 2,6 %). За весь 2015 год доля марки «Добрый медведь» в объемном выражении выросла с 1,15 % до 4,02 %, марки «Калина красная» — с 1,02 % до 3,72 %, «Старой марки» — с 1,18 % до 3,28 %. Все три марки на начало 2016 года были в пятерке самых продаваемых брендов (второе, четвёртое и пятое места соответственно). В январе 2016 года водки дистрибьютора показали максимальный уровень продаж.
Согласно данным Nielsen в феврале-марте 2016 года доля «Доброго медведя» снизилась до 3,39 %, «Калины красной» — до 3,24 %, «Старой марки» — до 3,03 %. К лету по сравнению с январём, доля водки «Добрый медведь» опустилась с 4,02 % до 2,13 % (8-е место), водки «Калина красная» — с 3,72 % до 2,19 %, «Старой марки» — с 3,28 % до 1,77, «Путинки» — с 1,46 % до 1,36.
По данным Nielsen за декабрь 2016 — январь 2017 года продажи основного портфеля брендов «Статус-групп» составляли порядка 10 %, уступая менее процента Синергии.

## Финансовые показатели
Выручка компании в 2014 году составила 12,8 млрд руб., чистая прибыль — 38 млн руб.

## Владельцы
По данным СПАРК, владельцами «Статус-групп» выступает кипрская Larekono Assets Ltd и принадлежащие ей российские компании «Астарта» и «Старт Капитал». По данным реестра юридических лиц Кипра, Larekono Assets Ltd на 100 % принадлежит Ariantor Logistics Ltd, зарегистрированной на Британских Виргинских островах, бенефициары которой не раскрываются.
Источники «РБК» связывали фирму с миллиардером Василием Анисимовым, в 2008 году создавшим ВЕДК. Сам он отрицал какую-либо аффилированность, но отмечал интерес к деятельности «Статус-групп».
В ноябре 2015 года Статус-групп и её работа с кабардинскими заводами заинтересовали спикера Совета федерации Валентину Матвиенко, требовавшей выяснить бенефициара компании и планировавшей сделать запрос в антикоррупционный комитет с просьбой «тщательным образом рассмотреть возможную аффилированность руководителя Росалкогольрегулирования Игоря Чуяна и его коллег с алкогольным бизнесом» (до своего назначения в РАР Чуян работал в Росспиртпроме).
20 ноября 2018 года «Кристалл-Лефортово» опубликовал на своем сайте обращение гендиректора компании Павла Сметаны к кредиторам. В нём Сметана написал о проблемах компании из-за ОФК-Банка, а также назвал Чуяна бенефициаром этого банка и Статус-групп.

## Торговые марки компании
Компания продает 26 брендов алкогольной продукции. При этом из 16 водочных брендов девять продаются в сегменте суперэконом.
- Водки: «Русский бриллиант», «Белочка», «Калинка», «Народная», «Добрый медведь», «Спецпаёк», «FINSKY ICE», «Русская», «Столовая», «Хлебная страна» «Старая марка», «Слобода», «Калина Красная», «Пьятница», «Сибирская», «Высота».
- Вина: «Brillánte».
- Виски: «Double Tower», «William Scott».
- Коньяки: «Аграв», «Кавказ», «Крепость Русский Форпост».
- Настойки: «Зубровка», «Старка».
- Бальзамы: «Карельский бальзам».
- Шампанское: «Первый свет».